# Дауда, Абиола
Абио́ла Дауда́ (англ. Abiola Dauda; 3 февраля 1988, Лагос, Нигерия) — нигерийский футболист, нападающий греческого клуба «Ионикос».

## Карьера
В возрасте 18 лет Дауда в Нигерии был замечен спортивным агентом Виктором Макдоналдом. До этого времени Абиола играл только в уличный футбол. Агент помог ему подписать контракт с клубом четвёртого шведского дивизиона «Солвесборгс», где он выступал очень удачно, и в 2007 был назван лучшим форвардом лиги.
Успешная игра нигерийца обратила на себя внимание клубов Аллсвенскан, и в конце концов он принял решение присоединиться к «Кальмару». В составе «Кальмара» Дауда провёл 5 сезонов. Особенно удачным вышел сезон 2012, когда Абиола забил 14 мячей.
8 февраля 2013 года Дауда подписал контракт с сербским клубом «Црвена звезда». 3 апреля 2013 Дауда в матче против «Хайдука» из Кулы сделал дубль и отдал результативную передачу. 21 мая 2013 агент нигерийца объявил, что Дауда хочет разорвать контракт, так как «Црвена звезда» платила ему только 10 % от зарплаты. Две недели спустя руководство клуба выплатило нигерийцу бо́льшую часть задолженности.
В июле 2014 года Абиола перешёл в нидерландский «Витесс», подписав с клубом трёхлетний контракт. Дебютировал в Эредивизе, выйдя на замену в компенсированное время матча с «Камбюром». В матче 5 тура нигериец сделал хет-трик в ворота «Эксельсиора».
В феврале 2016 года был арендован шотландским клубом «Харт оф Мидлотиан».
В январе 2017 года перешёл в греческий «Атромитос», подписав с клубом контракт до июня 2018 года.

## Личная жизнь
У Дауды вертикальные шрамы под каждым глазом, которые являются семейной меткой и были нанесены вскоре после его рождения. У него 11 братьев и сестёр. В июне 2013 года получил шведское гражданство.

## Достижения
«Кальмар»
- Чемпион Швеции: 2008
- Обладатель Суперкубка Швеции: 2009

«Црвена звезда»
- Чемпион Сербии: 2013/2014